# The Remix Album (álbum de Cascada)
The Remix Album es un álbum por la banda pop  Cascada, lanzado en noviembre del 2006, seguido del su exitoso álbum  Everytime We Touch. Incluye varios remixes de la mayoría de las canciones de Everytime We Touch, incluyendo  Miracle, Ready for Love, Love Again, Can't Stop the Rain, One More Night, A Neverending Dream, Wouldn't It Be Good, y Kids in America.

## Listado de canciones
Disco 1
1. "Ready for Love" [Club Mix]
2. "One More Night" [Dan Winter Remix]
3. "Love Again" [Rob Mayth Remix]
4. "Miracle" [Alex M Remix]
5. "Can't Stop the Rain" [Club Mix]
6. "Ready for Love" [Italo Brothers Remix]
7. "One More Night" [Club Mix]
8. "Love Again" [Club Mix]
9. "Miracle" [U.S. Remix]
10. "Can't Stop the Rain" [Mainfield Remix]
11. "A Neverending Dream" [Ivan Fillini Remix]
12. "Ready for Love" [Klubbingman Remix]
13. "Wouldn't It Be Good" [Club Mix]

Disco 2
1. "Everytime We Touch" [Candlelight Ballad Mix]
2. "Everytime We Touch" [Club Mix]
3. "How Do You Do!" [Verano Remix]
4. "A Neverending Dream" [the Real Booty Babes Remix]
5. "Bad Boy" [Central Seven Remix]
6. "Miracle" [Club Mix]
7. "How Do You Do!" [Tune Up! Remix]
8. "A Neverending Dream" [Club Mix]
9. "Bad Boy" [Club Mix]
10. "Everytime We Touch" [Rocco vs. Bass-T Remix]
11. "How Do You Do! [Rob Mayth Remix]
12. "A Neverending Dream" [Deepforces Remix]